# Love (película de 2011)
Love (2011) es un drama de ciencia ficción dirigida por William Eubank, producida y musicalizada por la banda de rock alternativo Angels & Airwaves. El filme tiene como punto de partida uno de sus discos llamado Love, que es  utilizado como base para la película. El estreno de la película tuvo lugar el 2 de febrero de 2011 en el 26º Festival Anual de Cine Internacional de Santa Bárbara, entre otros. La película fue posteriormente presentada en Seattle International Film Festival, entre otros. La película se proyectó en 460 salas de cine en los Estados Unidos el 10 de agosto de 2011.
Love retrata los efectos personales y psicológicos del aislamiento y  la soledad, cuando un astronauta es varado en el espacio, y a través de este, hace hincapié en la importancia de la conexión humana y el amor. Además, ya que atañe a la fragilidad de la existencia de la humanidad inspirado en las precauciones de Carl Sagan en Un Punto Azul Pálido (Pale Blue Dot) y considera la importancia de los recuerdos y las historias como legado de la humanidad.

## Sinopsis
Durante una batalla de la guerra civil de Estados Unidos en 1864, un soldado de la Unión, el capitán Lee Briggs (Bradley Horne), es enviado en una misión para investigar un misterioso objeto reportado a las fuerzas de la Unión. 
175 años más tarde, en el año 2039, el astronauta Lee Miller (Gunner Wright) es enviado a la Estación Espacial Internacional (ISS) como tripulación mínima de un solo hombre para examinar si es seguro para su uso y para llevar a cabo las modificaciones necesarias después de que había sido abandonada hace dos décadas por razones desconocidas. Poco después de llegar a bordo, tumultuosos eventos ocurren en el planeta Tierra, lo que implicaría en Miller la pérdida de contacto con CAPCOM y encontrarse orbitando completamente solo, obligado a ver con impotencia los acontecimientos en la Tierra a través de un orificio de la nave para observar, y a 321.000 km del planeta Tierra. Miller lucha por mantener su cordura mientras sigue el aislamiento mediante la interacción con fotos de los exmiembros de la tripulación de la ISS dejadas a bordo de la nave.
Cuando la estación espacial tiene algunos fallos de electricidad, Miller se traslada a un módulo presurizado de la estación espacial para realizar reparaciones y descubre el diario de Briggs de 1864. Miller lee la causa de la guerra de Briggs y queda cautivado por el misterioso objeto que está buscando, no dándose cuenta de que pronto se volvería familiar con el mismo objeto, y no por accidente.
En 2045, seis años después de perder el contacto con CAPCOM y con un sistema de oxígeno defectuoso dentro de la ISS, Miller se pone un traje espacial y va a dar un paseo espacial, decidiendo que sería más fácil para él para separar la correa de sujeción y poco a poco a la deriva hacia la Tierra para quemarse en la atmósfera en vez de poco a poco asfixiarse hasta la muerte a bordo de la ISS. Se encuentra, sin embargo, que no es capaz de seguir adelante con su suicidio.
Miller se ve aún a bordo de la ISS, presumiblemente mucho más tarde: su pelo ha crecido extremadamente largo. La estrechez de la estación espacial se han convertido en un nido de ratas simbólica de su disminuida cordura. Luego, parece ser contactado desde el exterior de la ISS, y para recibir instrucciones para acoplar la nave y poder trasladarse. Lo hace, y parece llegar en una estructura gigante deshabitada, claramente hecha por humanos. No está claro si esto es real o imaginado por Miller, que ahora ya ha perdido la cordura.
Miller deambula hasta que se topa con una unidad central del servidor donde se encuentra un libro titulado "Una historia de amor según lo cuenta usted" (‘A Love Story’ As Told by ‘You’). Dentro de este libro, se encuentra con fotos del capitán Lee Briggs con su descubrimiento, un objeto extraño en forma de cubo gigante que puede haber ayudado a avanzar a la sociedad humana. En el índice del libro, Miller encuentra una referencia de sí mismo y lo escribe rápidamente en la computadora. Luego se encuentra en el interior de una habitación de hotel, donde una voz sin cuerpo dice:
"¿Cómo estás, Lee? Lo siento por esta proyección, pero es la única forma de poder contactarte. Nosotros no podemos decir lo aliviado que estamos al tenerte aquí. Ahora, antes de que nos adelantemos, tenemos que decirte algo. Eres el último, todo ha desaparecido. Entendemos como puedes sentirte. La conexión es tal vez lo más preciado que cualquier ser puede tener. Esa es la cosa. Es por eso que hemos estado escuchando. El lugar que ves aquí es un álbum de recortes, una colección de memorias y recuerdos de la breve existencia de la humanidad. Es bueno que te hayamos encontrado. Esperamos conocerte pronto, Lee ".
Durante el discurso, vemos el mismo objeto en forma de cubo en el espacio en el año 2045. El espectador se deja suponer que este objeto ha "obtenido" a Lee Miller y le está hablando directamente a él. La película termina con la voz de una computadora que habla sobre las conexiones humanas y el amor.

## Elenco
- Gunner Wright
- Corey Richardson
- Bradley Horne
- Nancy Stelle
- Roger E. Fanter
- Jesse Hotchkiss
- Troy Mittleider
- Brid Caveney
- Ambyr Childers
- B. Anthony Cohen
- James C. Burns
- Lee Bettencourt
- Mark Eaton
- Brian Vanik
- Dan Figur

## Curiosidades
- La producción y filmación principal tomó 4 años en realizarse.
- Esta será la primera película en estrenarse por aparte del director William Eubank, quien es famoso por ser un experto en filmar comerciales de alto impacto y con alta definición para marcas como Mikasa y Honda.
- El primer título de la película era I-Empire.
- La banda Angels & Airwaves invirtió completamente en todos los gastos de la película, es entonces un proyecto independiente.
- Si bien algunos lo comparan con Sushine y Moon, el guion de esta película fue escrito mucho antes a ambas.